# Халіфе-Ґавабар
Халіфе-Ґавабар (перс. خليفه گوابر) — село в Ірані, у дегестані Отаквар, у бахші Отаквар, шагрестані Лянґаруд остану Ґілян. За даними перепису 2006 року, його населення становило 23 особи, що проживали у складі 7 сімей.

## Клімат
Середня річна температура становить 14,35°C, середня максимальна – 28,30°C, а середня мінімальна – 0,35°C. Середня річна кількість опадів – 956 мм.
| Клімат поселення                              | Клімат поселення | Клімат поселення | Клімат поселення | Клімат поселення | Клімат поселення | Клімат поселення | Клімат поселення | Клімат поселення | Клімат поселення | Клімат поселення | Клімат поселення | Клімат поселення | Клімат поселення |
| Показник                                      | Січ.             | Лют.             | Бер.             | Квіт.            | Трав.            | Черв.            | Лип.             | Серп.            | Вер.             | Жовт.            | Лист.            | Груд.            |                  |
| Середній максимум, °C                         | 11,94            | 11,54            | 12,67            | 17,37            | 21,42            | 26,67            | 28,30            | 28,14            | 23,80            | 20,68            | 16,54            | 12,34            |                  |
| Середня температура, °C                       | 6,36             | 5,95             | 7,08             | 11,78            | 15,82            | 21,07            | 24,04            | 23,88            | 19,54            | 16,39            | 12,27            | 8,07             |                  |
| Середній мінімум, °C                          | 0,76             | 0,35             | 1,47             | 6,18             | 10,23            | 15,48            | 19,77            | 19,61            | 15,26            | 12,15            | 8,01             | 3,81             |                  |
| Норма опадів, мм                              | 86               | 75               | 82               | 51               | 46               | 31               | 29               | 46               | 101              | 162              | 134              | 113              |                  |
| Середньомісячна швидкість вітру, м/с          | 2.27             | 2.51             | 2.53             | 2.46             | 2.30             | 2.18             | 2.52             | 2.20             | 1.98             | 2.08             | 2.10             | 2.14             |                  |
| Середньомісячна сонячна радіація, кДж/м²·день | 7281             | 9364             | 11353            | 15574            | 19465            | 21285            | 21990            | 18790            | 15354            | 11044            | 8827             | 6867             |                  |
| --------------------------------------------- | ---------------- | ---------------- | ---------------- | ---------------- | ---------------- | ---------------- | ---------------- | ---------------- | ---------------- | ---------------- | ---------------- | ---------------- | ---------------- |
| Джерело:                                      |                  |                  |                  |                  |                  |                  |                  |                  |                  |                  |                  |                  |                  |